# CI Весов
CI Весов (лат. CI Librae) — одиночная переменная звезда в созвездии Весов на расстоянии (вычисленном из значения параллакса) приблизительно 19863 световых лет (около 6090 парсеков) от Солнца. Видимая звёздная величина звезды — от +16m до +15,1m.

## Характеристики
CI Весов — пульсирующая переменная звезда типа RR Лиры (RRAB).